# پیک (زرندیه)
پیک روستایی است از توابع بخش مرکزی شهرستان زرندیه در استان مرکزی ایران.

## جمعیت
این روستا در دهستان رودشور قرار دارد و براساس سرشماری مرکز آمار ایران در سال ۱۳۸۵، جمعیت آن ۲۱۴ نفر (۶۱ خانوار) است. از سال ۸۵ به بعد جمعیت این روستا به شدت کاهش یافته. این روستا به فاصله ۶ کیلومتری در کیلومتر ۵۰ اتوبان ساوه تهران است.
وجود امامزاده عبد المطلب از فرزندان جعفر صادق از اماکن مذهبی و تاریخی این روستا بوده که با شماره ۱۳۷۰ و در تاریخ ۱۵ آبان ۱۳۸۴ به ثبت آثار ملّی و تاریخی رسیده است.